# 만주의군

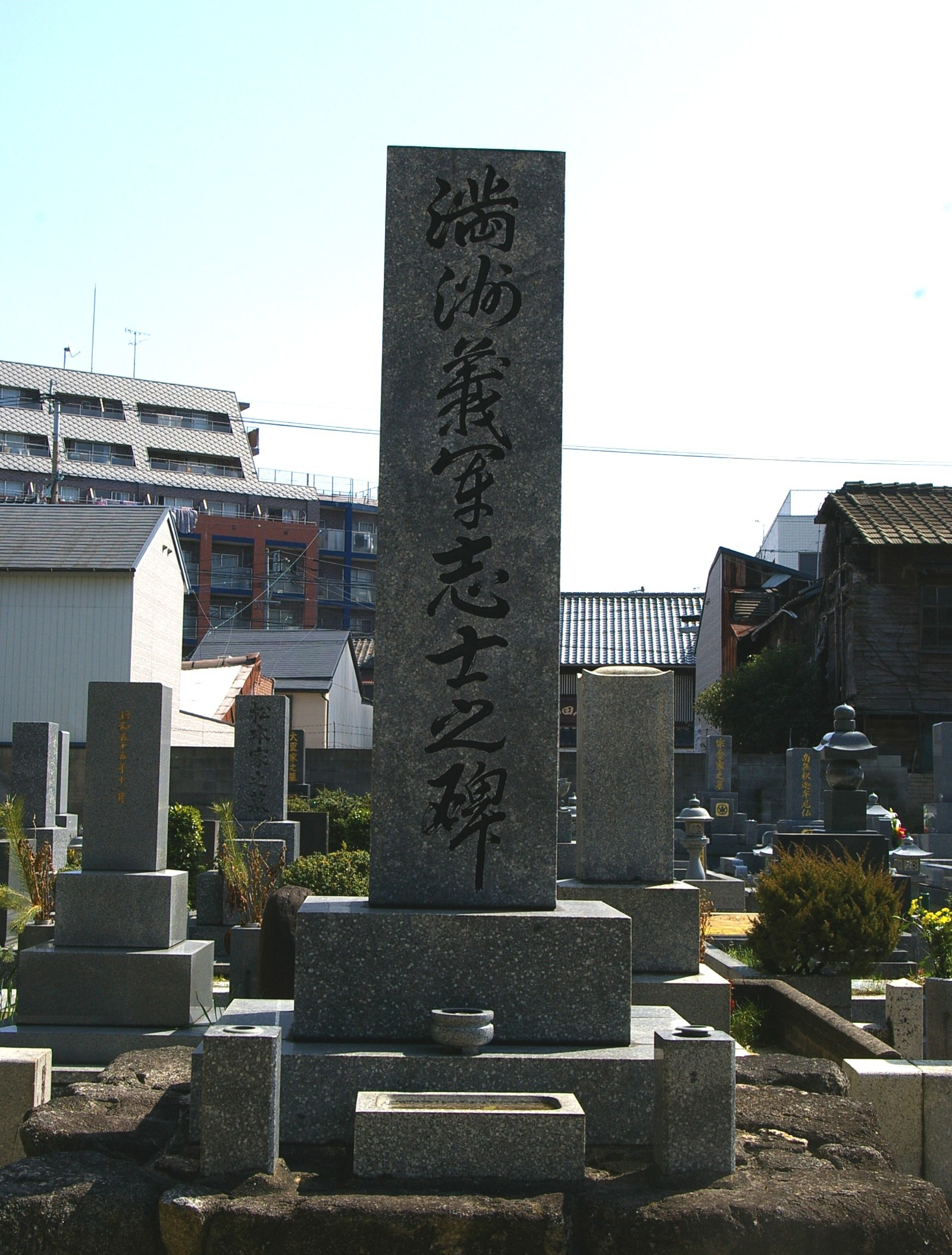
만주의군의사지비

만주의군(일본어: 満州義軍 만슈기군[*])은 러일전쟁 와중이었던 1904년, 러시아 제국군의 후방 교란, 병참 파괴를 임무로 만주의 마적들을 모아 설립된 특수임무부대이다. 지도자는 소위 “화대인”(花大人)이라고 알려진 하나다 나카노스케 소좌이다. 그는 전쟁 발발 전부터 블라디보스토크의 니시혼간지에서 승려로 변장해 첩보활동에 임하고 있었다.
후쿠오카시에 소재한 절간 소우후쿠지 경내의 현양사 묘지에 "만주의군의사지비"(일본어: 満州義軍義士之碑)가 있다.
러일 전쟁에 참전한 일본의 부대 및 편성